# Subsecretari de stat în Guvernul Alexandru Vaida-Voievod (3)
În Guvernul Alexandru Vaida-Voievod (3) au fost incluși și subsecretari de stat, provenind de la diverse partide.

## Subsecretari de stat
- Subsecretar de stat la Președinția Consiliului de Miniștri, pentru Presă și Informații

Viorel V. Tilea (11 august - 19 octombrie 1932)
- Subsecretar de stat la Președinția Consiliului de Miniștri și la Ministerul de Interne

Armand Călinescu (11 august - 19 octombrie 1932)
- Subsecretar de stat la Președinția Consiliului de Miniștri, pentru Minorități

Rudolf Brandsch (11 august - 19 octombrie 1932)
- Subsecretar de stat la Ministerul de Interne

Ioan Pop (11 august - 19 octombrie 1932)
- Subsecretar de stat la Ministerul de Externe

Grigore Gafencu (11 august - 19 octombrie 1932)
- Subsecretar de stat la Ministerul de Finanțe

Gheorghe Crișan (11 august - 19 octombrie 1932)
- Subsecretar de stat la Ministerul Agriculturii și Domeniilor

Mihail Ghelmegeanu (11 august - 19 octombrie 1932)
- Subsecretar de stat la Ministerul Agriculturii și Domeniilor

Mihai Șerban (11 august - 19 octombrie 1932)
- Subsecretar de stat la Ministerul Sănătății și Orotirii Sociale

Ioan Coltor (11 august - 19 octombrie 1932)
- Subsecretar de stat al Aerului din Ministerul Apărării Naționale

Radu Irimescu (11 august - 19 octombrie 1932)
- Subsecretar de stat la Ministerul Instrucțiunii Publice, Cultelor și Artelor

Petre Andrei (12 august - 19 octombrie 1932)

## Sursa
- Stelian Neagoe - "Istoria guvernelor României de la începuturi - 1859 până în zilele noastre - 1995" (Ed. Machiavelli, București, 1995)